# Vånsholmens naturreservat
Vånsholmens naturreservat är ett naturreservat i Värmdö kommun i Stockholms län.
Området är naturskyddat sedan 1969 och är 17 hektar stort. Reservatet omfattar halvön Vånsholmen på södra delen av Skarp-Runmarn. Reservatet består av tallskog och hällmark och mindre partier av granskog och barrskog.